# 尼古拉斯·梅特罗波利斯
尼古拉斯·康斯坦丁·梅特罗波利斯（英語：Nicholas Constantine Metropolis, 1915年4月11日—1999年10月17日）美籍希腊裔物理学家。
出生于美国芝加哥市。1936年、1941年分别获芝加哥大学实验物理学学士、博士学位。1943年由罗伯特·奥本海默招募，进入洛斯阿拉莫斯国家实验室工作。他是曼哈顿计划最早的科学家之一，协助恩里科·费米和爱德华·泰勒进行了世界上第一个核反应堆的研究。二战结束后，他前往芝加哥大学，担任助理教授。1948年返回洛斯阿拉莫斯国家实验室，领导了有关电子计算机的理论部门的研究。该组于1952年设计并建造了计算机MANIAC I，并于1957年建造了MANIAC II。1957至1965年在芝加哥大学担任物理教授。1965年再次回到洛斯阿拉莫斯国家实验室，1980年获得实验室资深研究员称号。
梅特罗波利斯最知名的贡献，是他对蒙特卡洛方法和积分微分方程的研究。他于1953年首次提出的梅特罗波利斯–黑斯廷斯算法是蒙特卡洛方法中最重要的抽样方法之一。